# Rai Med
Pour les articles homonymes, voir Med.
Rai Med était une chaîne de télévision italienne. Tournée vers le monde méditerranéen (spécifiquement l'Afrique du Nord et le Proche-Orient), elle se voulait « un instrument de connaissance réciproque, de dialogue et de développement ». 
Développée par la Rai (Radio-Télévision italienne), elle émettait par satellite en Europe, en Afrique du Nord et au Proche-Orient, en italien, arabe ou italien sous-titré, suivant les heures. Ses programmes sont avant tout informatifs et consistent en reportages, documentaires et bulletins d'informations. 

## Histoire
Rai Med est née le 26 avril 2003, diffusant principalement Rai News 24 et notamment le TG3 en langue arabe (journal télévisé de Rai 3). Elle reprend nombre de programmes issus de ces entités publiques, telles que le journal du soir de Rai 3, des reportages, émissions et divertissements de Rai Italia, et des retransmissions régulières de Rai News.
Rai Med était diffusé en DVB-S sur le satellite Hot Bird. La chaîne était diffusée en clair et pouvait donc être reçue par tout terminal numérique. Elle est également reprise sur le canal 804 du bouquet italien Sky Italia, et est accessible dans le monde entier en streaming sur internet. La chaîne a arrêté sa programmation a avril 2012. Elle ne s'est consacrée plus qu'à la diffusion de Rai News en 4:3. En avril 2014, la chaine a disparu de sa fréquence satellitaire.

## Identité visuelle

### Logos

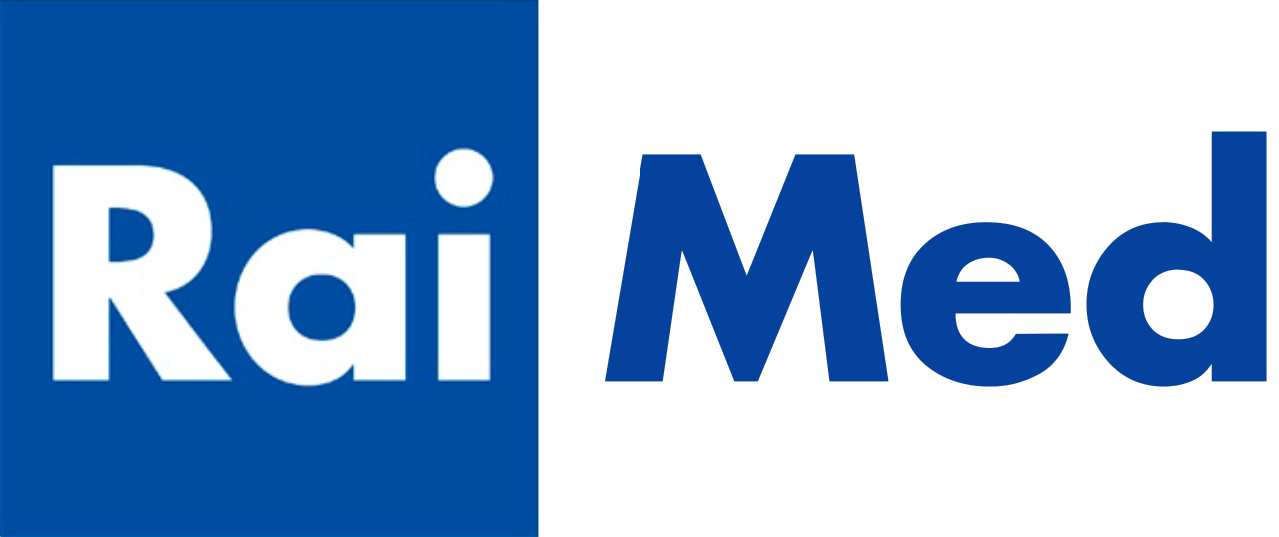
Logo de Rai Med du 15 novembre 2011 à avril 2014